# Воронівська сільська рада (Городищенський район)
Вороні́вська сільська́ ра́да — адміністративно-територіальна одиниця та орган місцевого самоврядування в Городищенському районі Черкаської області. Адміністративний центр — село Воронівка.

## Загальні відомості
- Населення ради: 1 237 осіб (станом на 2001 рік)

## Населені пункти
Сільській раді були підпорядковані населені пункти:
- с. Воронівка
- с. Дмитрове

## Склад ради
Рада складалася з 16 депутатів та голови.
- Голова ради: Турчанович Лідія Миколаївна
- Секретар ради: Панчишин Людмила Григорівна

### Керівний склад попередніх скликань
| Прізвище, ім'я, по батькові   | Основні відомості                                                                     | Дата обрання | Дата звільнення |
| ----------------------------- | ------------------------------------------------------------------------------------- | ------------ | --------------- |
| Дворовий Анатолій Олексійович | Сільський голова, 1963 року народження, член Всеукраїнського об'єднання «Батьківщина» | 26.03.2006   | 31.10.2010      |
| Турчанович Лідія Миколаївна   | Сільський голова, 1967 року народження, освіта вища, член Партії регіонів             | 31.10.2010   |                 |

Примітка: таблиця складена за даними сайту Верховної Ради України

### Депутати
За результатами місцевих виборів 2010 року депутатами ради стали:

#### За суб'єктами висування
| Суб'єкт висування                                       | Кількість обраних депутатів | %    |
| ------------------------------------------------------- | --------------------------- | ---- |
| Партія регіонів                                         | 10                          | 62,5 |
| Самовисування                                           | 5                           | 31,3 |
| Політична партія Всеукраїнське об'єднання «Батьківщина» | 1                           | 6,3  |

#### За округами
| № округу                                                | Прізвище, ім'я, по батькові  | Дата визнання обраним | Освіта  | Партійна приналежність                        | Відомості про обраного депутата                           |
| ------------------------------------------------------- | ---------------------------- | --------------------- | ------- | --------------------------------------------- | --------------------------------------------------------- |
| Партія регіонів                                         |                              |                       |         |                                               |                                                           |
| 1                                                       | Ткачова Наталія Радіонівна   | 08.11.2010            | середня | позапартійна                                  | Воронівський фельдшерсько-акушерський пункт, завідувачка  |
| 2                                                       | Шубін Микола Петрович        | 08.11.2010            | середня | позапартійний                                 | ТОВ «ІК Агросоюз РП», слюсар                              |
| 3                                                       | Мачула Надія Іванівна        | 08.11.2010            | середня | позапартійна                                  | Воронівський фельдшерсько-акушерський пункт, техпрацівник |
| 4                                                       | Камінська Ніна Василівна     | 08.11.2010            | середня | позапартійна                                  | Воронівський НВК, кухар                                   |
| 5                                                       | Таран Віталій Петрович       | 08.11.2010            | середня | позапартійний                                 | ФГ"Ромашка Плюс", механізатор                             |
| 7                                                       | Шолох Валентина Миколаївна   | 08.11.2010            | вища    | позапартійна                                  | ТОВ «Нова нива», бухгалтер                                |
| 8                                                       | Задорожній Сергій Петрович   | 08.11.2010            | середня | позапартійний                                 | ТОВ «Нова нива», робочий                                  |
| 9                                                       | Панчишин Людмила Григорівна  | 08.11.2010            | вища    | позапартійна                                  | Городищенська вечірня школа, вчитель                      |
| 10                                                      | Почапенський Ігор Васильович | 08.11.2010            | середня | позапартійний                                 | Городищенське УЕГГ, слюсар                                |
| 11                                                      | Милостян Ольга Іванівна      | 08.11.2010            | середня | позапартійна                                  | тимчасово не працює                                       |
| Політична партія Всеукраїнське об'єднання «Батьківщина» |                              |                       |         |                                               |                                                           |
| 6                                                       | Штанько Іван Семенович       | 08.11.2010            | середня | член Всеукраїнського об'єднання «Батьківщина» | пенсіонер                                                 |
| Самовисування                                           |                              |                       |         |                                               |                                                           |
| 12                                                      | Верещака Ірина Трохимівна    | 08.11.2010            | середня | позапартійна                                  | Воронівська сільська рада, начальниК ВОС                  |
| 13                                                      | Турчанович Юрій Петрович     | 08.11.2010            | середня | позапартійний                                 | тимчасово не працює                                       |
| 14                                                      | Мироненко Володимир Петрович | 08.11.2010            | середня | позапартійний                                 | ТОВ «ІК Агросоюз РП», механік                             |
| 15                                                      | Глушко Любов Олексіївна      | 08.11.2010            | середня | позапартійна                                  | пенсіонер                                                 |
| 16                                                      | Шабала Сергій Михайлович     | 08.11.2010            | середня | позапартійний                                 | Городищенський РЦС, електрик                              |